# Saint-Félix-de-Valois
Saint-Félix-de-Valois, también conocido como Saint-Félix, es un municipio perteneciente a la provincia de Quebec en Canadá. Es uno de los municipios pertenecientes al municipio regional de condado (MRC) de Matawinie en la región administrativa de Lanaudière.

## Geografía

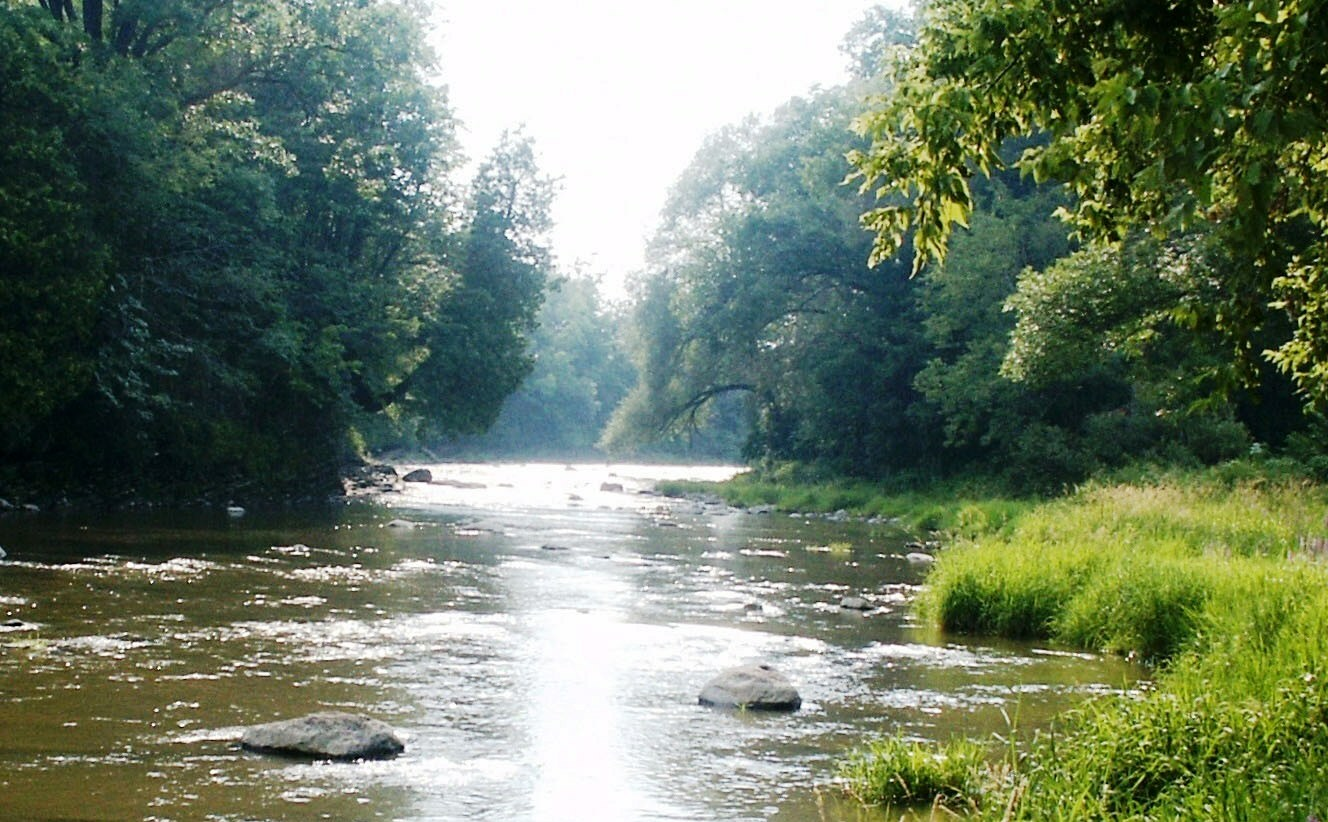
Río Bayonne

Saint-Félix-de-Valois se encuentra en la parte centro sur del MRC de Matawinie, a 30 kilómetros al noreste de Rawdon, la sede del MRC. Limita al norte con Saint-Gabriel-de-Brandon y Saint-Cléophas-de-Brandon, al noreste con Saint-Norbert, al este con Sainte-Élisabeth,  al sur con Notre-Dame-de-Lourdes, al suroeste con Sainte-Mélanie y al noroeste con Saint-Jean-de-Matha. Su superficie total es de 89,82 km², de los cuales 89,00 km² son tierra firme. Está situado al fin de la planicie de San Lorenzo al pie los primeros contrafuertes de las Laurentides. Los ríos  Ouareau y  Bayonne así como los arroyos Rainville y de la Perdrix bañan el territorio.

## Historia

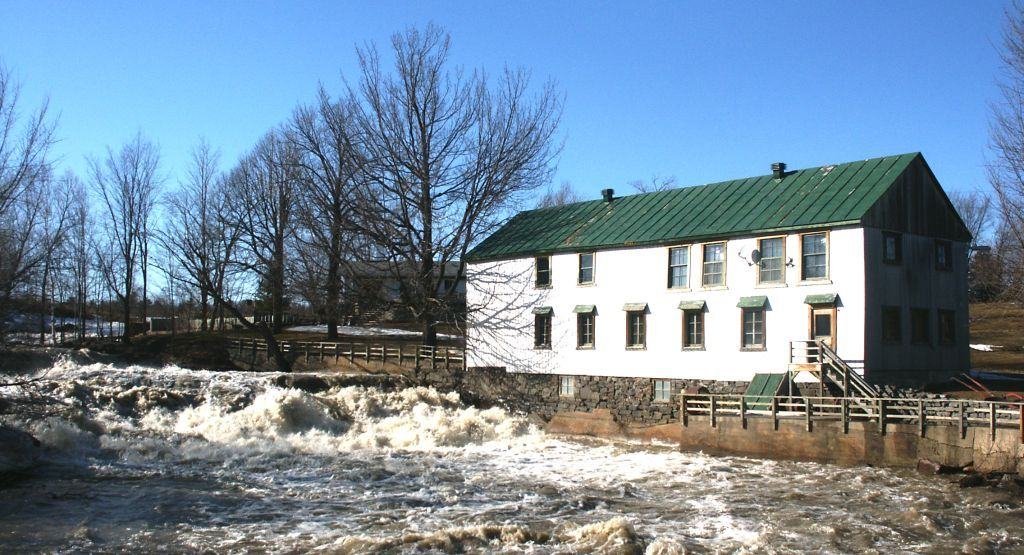
Molino Émery

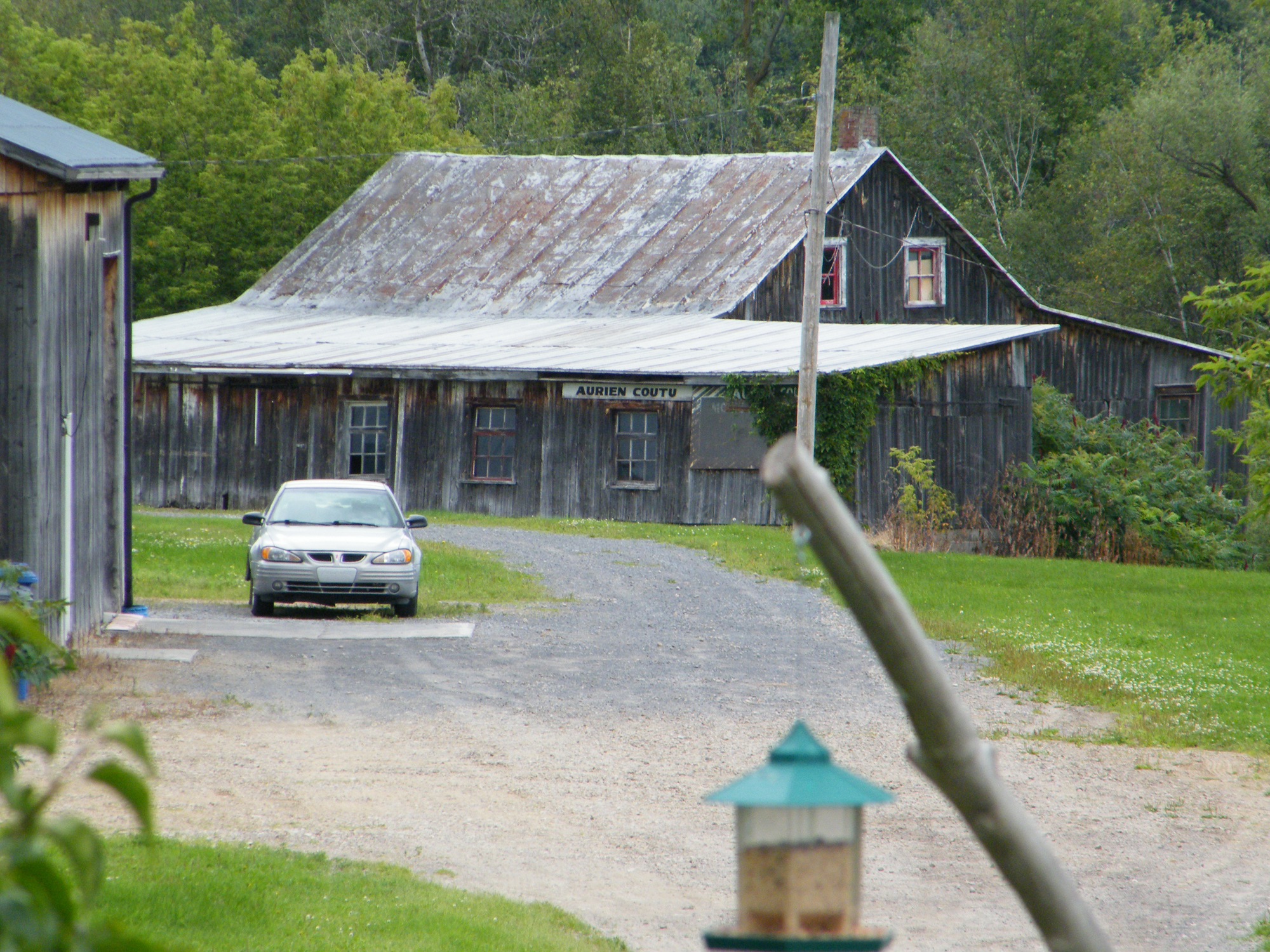
Molino A. Coutu

El territorio de Saint-Félix-de-Valois estaba incluso en el señorío de Berthier. Los primeros habitantes, de origen inglés, escocés  e irlandés, se establecieron hacia 1825 o 1830. La parroquia católica de Saint-Félix-de-Valois fue instituido en 1840 por separación de la parroquia de Sainte-Élisabeth. San Félix de Valois fue fundador en 1197, con san Juan de Mata, de la Orden Trinitaria. Un primero municipio de parroquia nombrando Saint-Félix-de-Valois en 1845 pero fue abolido en 1847. La localidad se desarrolló alrededor de dos molinos sobre el Río Bayonne, el molino de harina A. Coutu, construido en 1850, y el molino de sierra Émery, construido en 1870. La oficina de correos de Saint-Félix-de-Valois abrió en 1851.
El municipio de pueblo de Saint-Félix-de-Valois fue creado en 1926 por separación del municipio de parroquia. El municipio actual fue creado por unión, en 1997, del municipio de parroquia y del municipio de pueblo.

## Política
Saint-Félix-de-Valois está incluso en el MRC de Matawinie. El consejo municipal se compone, además del alcalde, de seis consejeros representando seis distritos territoriales. El alcalde actual (2015) es Gyslain Loyer.
|                                    | 2005-2009        | 2009-2013                           | 2013-2017        |
| Alcalde                            | Gilles Fréchette | Claude Landreville* Gyslain Loyer** | Gyslain Loyer    |
| 1 - D’Autray                       | Claude Pilon     | Claude Pilon                        | Maryse Gouger    |
| 2 - Marché – Michel                | Michel L’Écuyer  | Gyslain Loyer* Pierre Provost**     | Pierre Provost   |
| 3 - Sainte-Marguerite – Beaux-Arts | Chantal Allard   | Martin Desroches                    | Martin Desroches |
| 4 - Saint-Martin                   | Jean Malo        | Pierre Lépicier                     | Pierre Lépicier  |
| 5 - Les Forges                     | Marcel Dubeau    | Marcel Dubeau* Sylvain Trudel**     | Sylvain Trudel   |
| 6 - Bayonne                        | Lisette Falker   | Lisette Falker                      | Marcel Dubeau    |

* Al inicio del termo pero no al fin.  ** Al fin del termo pero no al inicio.
El municipio está ubicado en la circunscripción electoral de Berthier a nivel provincial y de Joliette a nivel federal.

## Demografía
Según el censo de Canadá de 2011, Saint-Félix-de-Valois contaba con 6029 habitantes. La densidad de población estaba de 68,6 hab./km². Entre 2006 y 2011 hubo una adición de 274 habitantes (4,8 %). En 2011, el número total de inmuebles particulares era de 2749, de los que 2548 estaban ocupados por residentes habituales. El pueblo de Saint-Félix-de-Valois contaba con 2788 habitantes, o 46,2% de la población del municipio, en 2011.
Evolución de la población total, Saint-Félix-de-Valois, 1991-2015

## Economía
La producción avícola es una importante actividad económica en la localidad.

## Cultura
El escritor Réjean Ducharme, autor de L’Avalée des Avalés (1966), nacido en Saint-Félix-de-Valois en 1941.

## Sociedad

### Personalidades
- Réjean Ducharme (1941-), escritor